# فاب لاب

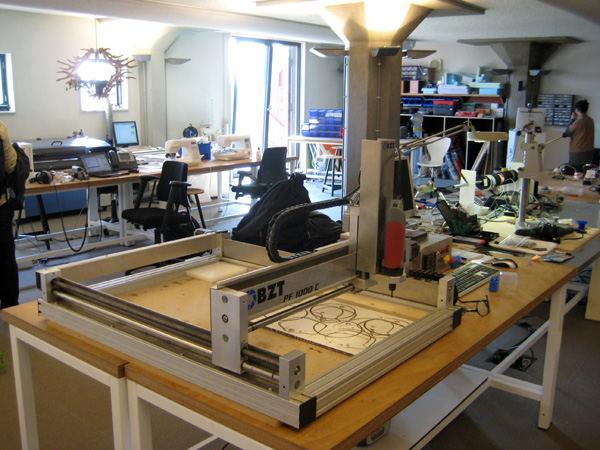
فاب لاب أمستردام في جمعية واغ

فاب لاب (بالإنجليزية: Fab lab) (بمعنى: مختبر تصنيع) هو ورشة صغيرة تقدم تصنيع رقمي (شخصي).  
عادةً ما يتم تجهيز فاب لاب بمجموعة من الأدوات المرنة التي يتم التحكم فيها بواسطة الكمبيوتر والتي تغطي العديد من مقاييس الطول المختلفة والمواد المختلفة، بهدف صنع «أي شيء تقريبًا».  ويشمل ذلك المنتجات المزودة بالتكنولوجيا التي ينظر إليها عمومًا على أنها مخصصة للإنتاج الضخم .
في حين أنه من الصعب على مختبرات فاب لاب أن تنافس الإنتاج الضخم واقتصادات الحجم المرتبطة بها في تصنيع المنتجات الموزعة على نطاق واسع، إلا أنها أظهرت بالفعل القدرة على تمكين الأفراد من إنشاء أجهزة ذكية لأنفسهم. يمكن تصميم هذه الأجهزة وفقًا للاحتياجات المحلية أو الشخصية بطرق غير عملية أو اقتصادية باستخدام أدوات الإنتاج الضخم.
تتماشى حركة فاب لاب بشكل وثيق مع حركة DIY (افعلها بنفسك)، والأجهزة المفتوحة المصدر ، وثقافة الصناع ، وحركة البرمجيات الحرة والمفتوحة المصدر، وتشترك معها في الفلسفة والتقنية.

## التاريخ
بدأ برنامج فاب لاب باستكشاف الكيفية التي يرتبط بها محتوى المعلومات بتمثيله المادي وكيف يمكن لمجتمع ناقص الخدمات أن يكون مدعومًا بالتكنولوجيا على مستوى قاعدته.  بدأ البرنامج بالتعاون بين مجموعة Grassroots Invention Group ومركز Bits and Atoms في مختبر الوسائط في معهد ماساتشوستس للتكنولوجيا بمنحة من مؤسسة العلوم الوطنية (في واشنطن العاصمة) في عام 2001. 
كان فيجين أشرام في الهند أول مفاب لاب ينشأ خارج معهد ماساتشوستس للتكنولوجيا. تأسس في عام 2002 وتلقى المعدات الرأسمالية من قبل NSF-USA و IITK
في حين أن مجموعة Grassroots Invention Group لم تعد موجودة في مختبر الوسائط، لا يزال كونسورتيوم Center for Bits and Atoms نشطًا في البحث المستمر في المجالات المتعلقة بالوصف والتصنيع، ولكنه لا يدير أو يشرف على أي من المختبرات في جميع أنحاء العالم (مع فاب لاب excmobile). نشأ مفهوم فاب لاب أيضا من دورة دراسية مشهورة في معهد ماساتشوستس للتكنولوجيا (MAS.863) كان اسمها «كيف تصنع أي شيء (تقريبا)». لم تزل تقدم الدورة في فصول الخريف.

## المعدات والمشاريع الشهيرة
يمكن أن تشمل معدات التصنيع المرنة داخل فاب لاب ما يلي:
- أساسيا، منمذجات أولية سريعة : عادة طابعة ثلاثية الأبعاد من البلاستيك أو أجزاء الجص
- آلات CNC ذات 3 محاور : آلات تفريز مطروحة بالتحكم بواسطة الكمبيوتر أو آلات الخراطة ذات 3 محاور أو أكثر
- تفريز أو طبع لوحات الدوائر المطبوعة: طحن ثنائي الأبعاد وعالي الدقة لإنشاء آثار للدوائر في ألواح نحاسية سابقة التكسية [6]
- المعالجات الدقيقة وتصميم الإلكترونيات الرقمية والتجميع ومحطات الاختبار
- القواطع: قطع الليزر ، قطع البلازما ، قطع المياه النفاثة ، قطع السكين .

## فاب فاي
واحد من أكبر المشاريع التي يضطلع بها فاب لاب تشمل الشبكات اللاسلكية المجانية المجتمعية فاب فاي ‏ (في أفغانستان وكينيا والولايات المتحدة). وظلت أول شبكة فاب فاي على نطاق المدن المنشأة في أفغانستان في مكانها ونشطت لمدة ثلاث سنوات تحت إشراف المجتمع المحلي وبدون صيانة خاصة. بدأت الشبكة الموجودة في كينيا (المرتكزة في جامعة نيروبي)، تجربة التحكم في جودة الخدمة وتقديم خدمات إضافية مقابل رسوم لجعل الشبكة محايدة من حيث التكلفة.

## أكاديمية فاب (فاب أكاديمي)
تستفيد فاب أكاديمي من شبكة فاب لاب لتدريس مهارات التصنيع الرقمي.  يعقد الطلاب في فاب لاب «حلقات ضخمة» لدورة تستغرق 19 أسبوعا للحصول على دبلوم وبناء حافظة مشاريع. في بعض الحالات، يكون الدبلوم معتمَدًا أو يقدم ساعات معتمدة.  ويستند المنهج على دورة النمذجة الأولية السريعة MIT 836، واسمها: كيف تصنع أي شيء (تقريبا).  من المقدر أن تبلغ تكلفة الدورة 5000 دولارا أمريكيا، ولكن تختلف مع الموقع وفرص المنح الدراسية المتاحة. تتم أرشفة جميع مواد الدورة التدريبية وإتاحتها للعامة عبر الإنترنت هنا .

## فاب سيتي
تم إنشاء فاب سيتي لاستكشاف طرق مبتكرة لإنشاء مدينة المستقبل. وهو يركز على تحويل وتشكيل الطريقة التي يتم بها الحصول على المواد واستخدامها. يجب أن يؤدي هذا التحول إلى تحول من مدينة لاستيراد وتصدير المنتجات إلى مدينة لاستيراد وتصدير البيانات. كل هذا سيؤدي في النهاية إلى تحويل المدن إلى كيانات ذاتية الاكتفاء في عام 2054 ؛ تمشيا مع التعهد الذي قطعته برشلونة.  ترتبط فاب سيتي بحركة فاب لاب، لأنها تستفيد من نفس رأس المال البشري. تستفيد مدن فاب من الروح الإبداعية لمستخدمي فاب لاب. 

## قائمة مختبرات فاب لاب
تحتفظ MIT بقائمة بجميع مختبرات فاب لاب الرسمية، في جميع أنحاء العالم، حتى 2014. يتم الاحتفاظ في الوقت الحاضر بقائمة بجميع المختبرات الرسمية فاب من قبل المجتمع من خلال موقع fablabs.io. اعتبارا من ديسمبر 2017 ، كان هناك 1205 فاب لاب في العالم.  حاليا هناك مختبرات فاب في كل قارة باستثناء القارة القطبية الجنوبية .